# Niyaz
Niyaz (نياز) est un groupe musical canado-iranien. 

## Histoire
Le groupe est formé en 2004 par le DJ, programmeur, producteur et mixeur Carmen Rizzo, la chanteuse et joueuse de santour Azam Ali, ancienne membre du groupe Vas, et Loga Ramin Torkian du groupe Axiom of Choice. En persan, « Niyaz » signifie « avoir besoin ».
La musique de Niyaz, décrite comme une « musique mystique avec une touche de modernité », est principalement un mélange de mysticisme soufi et de trance. Niyaz adapte des airs populaires perses, indiens et méditerranéens, de la poésie et des chansons, notamment du mystique soufi Djalâl ad-Dîn Rûmî et les réinterprète avec une instrumentation occidentale
Leur premier album sort en 2005, leur deuxième en 2008, et leur troisième en 2012. En 2013, Azam ali et Logan Ramin Torkian créent leur propre label Terrestrial Lane Productions, et après avoir fait appel à leurs fans via du Financement participatif, sortent en Juin un album intitulé Lamentation of Swan: A Journey Towards Silence.
Prévu pour mars 2015, le quatrième album de Niyaz s'appelle The Fourth Light. Il est composé en hommage à une grande philosophe soufie et poétesse irakienne du VIIIe siècle, Rabia Al Basri (Rabia al Adawiyya). Le mixage est assuré par Damian Taylor, qui s'est illustré auprès de Björk, Arcade Fire ou The Prodigy. Cette sortie sera l'occasion d'une grande tournée mondiale et d'un show multimédia en collaboration avec Jérome Delapierre, vidéaste et designer interactif. En 2017, ils sortent un best-of.
En 2024, le groupe continue de tourner.

## Discographie

### Albums studio
- 2005 : Niyaz
- 2008 : Nine Heavens
- 2012 : Sumud
- 2015 : The Fourth Light
- 2017 : Best of